# Georgi Rajkow
Georgi Rajkow (bulgarisch Георги Райков, wiss. Transliteration Georgi Rajkov; * 18. Oktober 1953 in Sofia; † 12. August 2006 in Kopriwschtiza) war ein bulgarischer Ringer.

## Werdegang
Georgi Rajkow wuchs in Sofia auf und begann dort im Jugendalter mit dem Ringen. Dabei zeigte er viel Talent und noch mehr Kraft und Ausdauer und schaffte bereits mit 19 Jahren den Sprung in die bulgarische Nationalmannschaft. Bei einer Größe von 1,78 Metern wog er bald zirka 100 Kilogramm. Er war ein ungemein kraftvoller Ringer und bevorzugte den griechisch-römischen Ringstil. In der Nationalmannschaft führte ihn sein Trainer Petko Sirakow gezielt an die Weltspitze heran.
Sein Debüt bei internationalen Meisterschaften gab er bei der Europameisterschaft 1975 in Ludwigshafen am Rhein. Mit seinen wuchtigen Angriffsaktionen und einer fast undurchdringlichen Abwehr gewann er mit fünf Siegen überlegen den EM-Titel im Halbschwergewicht. Trotz dieses Sieges kam er erst 1977 wieder zu einem internationalen Einsatz, da in Bulgarien eine ungemein große Breite an hervorragenden Ringern vorhanden war. Für die Olympischen Spiele 1976 setzten die bulgarischen Trainer deshalb noch auf Stojan Nikolow und Kamen Losanow Goranow.
Ab 1977 wurde Georgi Rajkow dann aber wieder eingesetzt. In diesem Jahr wurde er zunächst bei den Europameisterschaften in Bursa Vizeeuropameister. Er startete dabei erstmals in der Schwergewichtsklasse und unterlag im Endkampf dem sowjetischen Olympiasieger und mehrmaligen Weltmeister Nikolai Balboschin. Auch bei den Weltmeisterschaften des gleichen Jahres in Göteborg fand er in Balboschin seinen Meister. Da er außerdem auch gegen Refik Memišević aus Jugoslawien verlor, blieb für ihn nur der dritte Platz.
1978 wurde Georgi in Oslo Vize-Europameister und in Mexiko-Stadt Vizeweltmeister, beide Male geschlagen von Nikolai Balboschin, gegen den er noch kein Mittel fand.
1979 wurde Georgi Rajkow nur bei den Weltmeisterschaften in San Diego eingesetzt und wieder unterlag er im Finale gegen Nikolai Balboschin. 
Bei den Europameisterschaften 1980 in Prievidza war Nikolai Balboschin nicht am Start. Georgi ließ sich diese Chance nicht entgehen und wurde in überlegenem Stil Europameister. Bei den Olympischen Spielen 1980 in Moskau war Balboschin wieder dabei. Olympiasieger wurde diesmal aber trotzdem Georgi Rajkow. Er hatte dies in erster Linie dem Rumänen Vasile Andrei zu verdanken, der Balboschin in der zweiten Runde besiegte, worauf dieser verletzt aufgab. In der dritten Runde siegte Georgi sicher über Andrei und besiegte im Finale auch den Polen Roman Bierła. Dabei hatte Georgi aber insofern Glück, als die Kampfrichter, nachdem sie beide Ringer schon mit je zwei Verwarnungen wegen Passivität bedacht hatten, kurz vor Ende des Kampfes Bierła die dritte Verwarnung erteilten und Rajkow so zum Sieger machten.
Nach seinem Olympiasieg trat Georgi Rajkow vom aktiven Wettkampfgeschehen zurück, besuchte eine Trainerakademie und war dann Trainer im bulgarischen Ringerverband.
Die Ergebnisse der internationalen Meisterschaften und einiger anderer Turniere, an denen Georgi Rajkow teilnahm, sind aus dem folgenden Abschnitt zu ersehen.

## Internationale Erfolge
(OS = Olympische Spiele, WM = Weltmeisterschaft, EM = Europameisterschaft, GR = griech.-röm. Stil, Hs = Halbschwergewicht, S = Schwergewicht, damals bis 90 kg bzw. 100 kg Körpergewicht)
- 1974, 3. Platz, Balkan-Spiele in Gorna Oriahovitza/Bulgarien, GR, Hs, hinter Mehmet Ayldiz, Türkei und Petre Dicu, Rumänien und vor Djordje Danji, Jugoslawien;
- 1975, 1. Platz, EM in Ludwigshafen am Rhein, GR, Hs, mit Siegen über Dieter Heuer, DDR, Czesław Kwieciński, Polen, Allan Karing, Dänemark, Fred Theobald, BRD und Wladimir Nechaew, Sowjetunion;
- 1976, 1. Platz, „Werner-Seelenbinder“-Turnier in Dresden, GR, S, vor Fredi Albrecht, DDR und Mizgaitis, Sowjetunion;
- 1977, 2. Platz, EM in Bursa, GR, S, mit Siegen über Fredi Albrecht, Ivan Savin, Rumänien und Andrzej Skrzydlewski, Polen und einer Niederlage gegen Nikolai Balboschin, Sowjetunion; im Kampf Rajkow gegen József Farkas aus Ungarn wurden beide Ringer wegen Passivität disqualifiziert;
- 1977, 3. Platz, WM in Göteborg, GR, S, mit Siegen über Svend-Erik Studsgaard, Dänemark, Jörgen Svensson, Schweden, Andrzej Skrzydlewski und Ivan Savin und Niederlagen gegen Refik Memišević, Jugoslawien und Nikolai Balboschin;
- 1978, 2. Platz, EM in Oslo, GR, S, mit Siegen über Karing, Tore Hem, Norwegen, Hans-Günter Klein, BRD, Roman Bierła, Polen und Farkas und einer Niederlage gegen Nikolai Balboschin;
- 1978, 2. Platz, WM in Mexiko-Stadt, GR, S, mit Siegen über József Farkas, Roman Bierła und Hans-Günter Klein und einer Niederlage gegen Nikolai Balboschin; im Kampf Rajkow gegen Refik Memišević wurden beide Ringer wegen Passivität disqualifiziert;
- 1979, 2. Platz, WM in San Diego, GR, S, mit Siegen über Brad Rheingans, USA, Hans-Günter Klein und Roman Bierła und einer Niederlage gegen Nikolai Balboschin;
- 1980, 1. Platz, EM in Prievidza, GR, S, mit Siegen über Roman Bierła, Christer Gulldén, Schweden und Vasile Andrei, Rumänien,
- 1980, Goldmedaille, OS in Moskau, GR, S, mit Siegen über Tamás Gáspár, Ungarn, Oldřich Dvořák, Tschechoslowakei, Vasile Andrei und Roman Bierła